# Lana (ciruela)
Lana o también Švestka Lana es una variedad cultivar de ciruelo (Prunus domestica), de las denominadas ciruelas europeas.
Una variedad de ciruela que se creó en 1964 en el "Instituto de Fruticultura de Čačak", en Yugoslavia (hoy Serbia).
Las frutas tienen un tamaño de grande a muy grande de forma redondeada, con la piel color azul violeta recubierta de pruina, ligera, plateada, y pulpa color amarillo verdoso, textura moderadamente firme, jugo medio, y sabor dulce subácida y refrescante.

## Sinonimia
- "Čačanská Lana",
- "Švestka Lana".

## Historia
'Lana' variedad de ciruela que se creó en 1964 en el "Instituto de Fruticultura de Čačak", Yugoslavia (hoy Serbia), mediante el cruce de 'California Blue' como "Parental Madre" x el polen de 'Ruth Gerstetter' como "Parental Padre". Fue creada por el equipo formado por el Dr. Dobrivoje Ogašanović, Vojin Bugarčić, BSc. en agricultura, la Dra. Ljubica Janda, Dra. Milojko Rankovic y el Dr. Staniša A. Paunović.
Se lo nombró y entró en circuitos comerciales en 2019. La variedad se utiliza ampliamente en la fruticultura comercial.

'Lana' Se usa comercialmente porque tiene un buen rendimiento y los frutos son fáciles de transportar, también es tolerante a la sharka (una infestación viral que conduce a la muerte de toda la planta).

## Características
'Lana' es un árbol de vigor moderado a vigoroso. La copa es escasa con forma piramidal estrecha. Las ramas están bien adornadas con madera fructífera. Pertenece a un grupo de cultivares de floración media temprana. Es un cultivar autoincompatible. La fructificación comienza un poco más tarde, pero después la cosecha es moderada y regular. La flor tiene un tiempo de floración que comienza a partir del 14 de abril con el 10% de floración, para el 17 de abril tiene una floración completa (80%), y para el 30 de mayo tiene un 90% de caída de pétalos.
'Lana' tiene una talla de tamaño grande a muy grande, de forma redondeado, simétrico con un peso promedio de 80 a 90 gr; epidermis tiene una piel moderadamente gruesa, firme, de color azul violeta recubierta de una fina capa plateada de pruina, con línea de sutura muy pronunciada; pedúnculo de longitud corto, grueso, leñoso; pulpa de color amarillo verdoso, textura moderadamente firme, jugo medio, y sabor dulce subácida y refrescante. Contiene en promedio un 14,5% de sólidos solubles, un 9,95% de azúcares totales y un 1,34% de ácidos totales.
Hueso parcialmente separado, grande, alargado, asimétrico, con el surco dorsal muy ancho y profundo, los laterales más superficiales, zona ventral poco sobresaliente, superficie rugosa.
Su tiempo de maduración varía según la región y las condiciones climáticas, madura muy temprano, en la segunda decena del mes de julio. Tienen un fácil transporte.

## Usos
La temporada de maduración es temprana, ocurriendo en la segunda década de julio. Lana es una variedad de ciruela de maduración temprana, con fruta de excelente calidad destinada principalmente al consumo en fresco. Los frutos recolectados en la etapa de madurez tecnológica se caracterizan por una buena transportabilidad. Se recomienda para cultivo en condiciones ecológicas adecuadas de zonas de viñedo. Para controlar el vigor y el inicio temprano de la fructificación se recomienda injertar sobre portainjertos menos vigorosos.
Se usa comúnmente como postre fresco de mesa, buena ciruela para producir ciruelas pasas de gran calidad.

## Cultivo
Variedad cultivada principalmente en Serbia y Alemania. Una variedad de calidad superior, se recomienda para cultivo en condiciones ecológicas adecuadas de zonas de viñedo. Para controlar el vigor y el inicio temprano de la fructificación se recomienda injertar sobre portainjertos menos vigorosos.

## Características y precauciones
'Lana' no muestra susceptibilidad al agente causal de la mancha roja de la hoja Polystigma rubrum (Pers.) DC, a la roya de la ciruela Puccinia pruni-spinosae (Pers.: Pers.) y Taphrina pruni (Fuck.) Tul, mientras que presenta síntomas esporádicos de podredumbre parda (Se puede observar una susceptibilidad moderada a la miel de Monilinia laxa (Aderhold & Ruhland)). 
Tolerante al virus Plum pox (Sharka), no deja síntomas en las frutas. Fructifica bastante bien incluso en años con heladas tardías.